# KSグバルディア・コシャリン

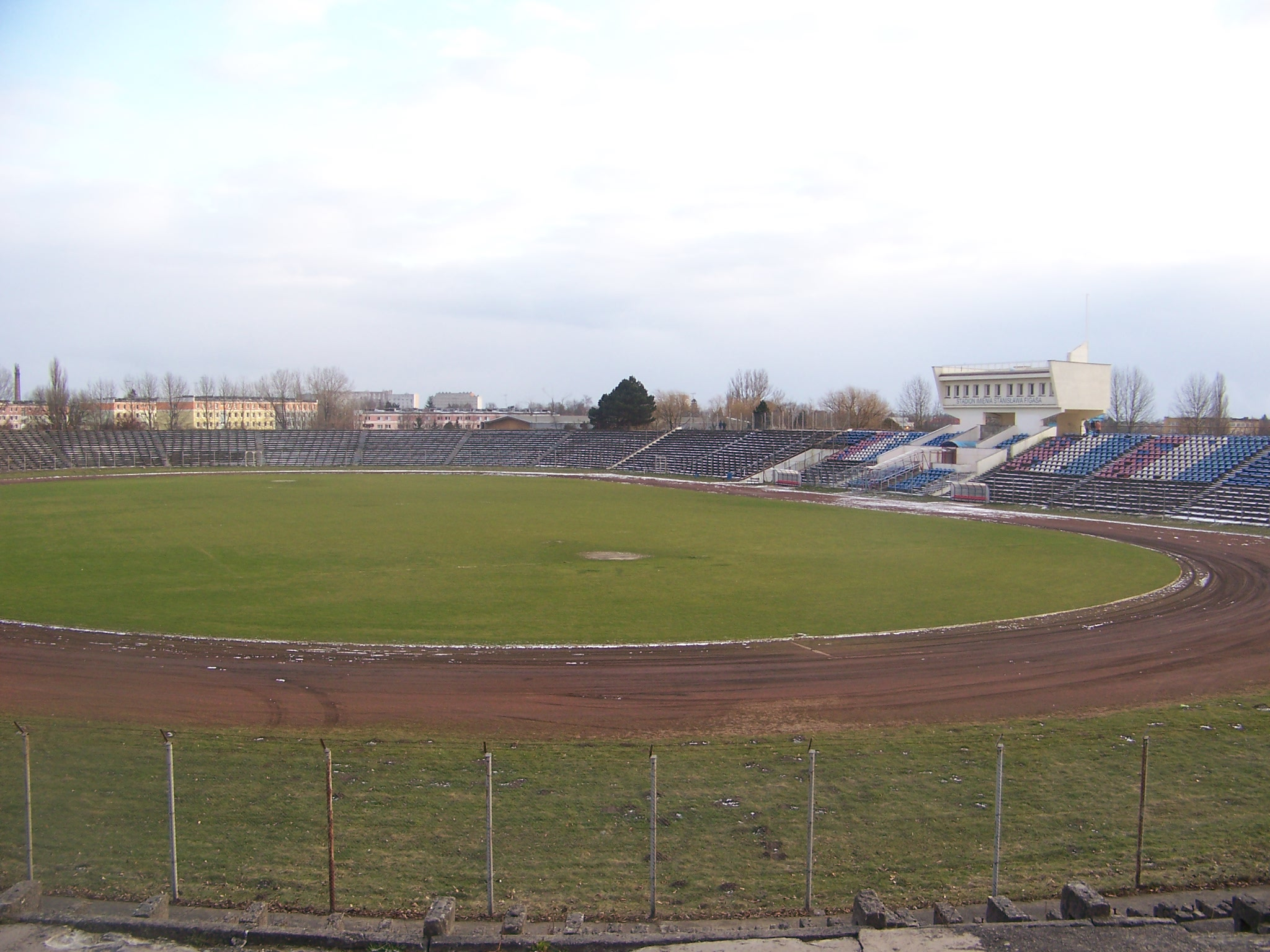
スタディオン・スタニスワヴァ・フィガサ

グヴァルディア・コシャリン（ポーランド語: Gwardia Koszalin）は、ポーランドの西ポモージェ県・コシャリンをホームタウンとするサッカークラブである。1946年、コシャリン北部の都市で設立された。サッカークラブの他にハンドボール、ボクシング、柔道部門がある。

## 歴史
Gwardia（グヴァルディア）は英語のGuards（ガード）の意味で、元々はポーランド警察の支援を受けていた。最初はMilicyjny Klub Sportowyの名称だったが、1948年にGwardiaを持つ現在のクラブ名に変更された。グヴァルディア・コシャリンは今まで一度もポーランド1部リーグに昇格したことはないが、ハンブルガーSVに所属したミロスワフ・オコンスキ、CAオサスナに所属したミロスワフ・トジェチャク、シロンスク・ヴロツワフ所属のセバスティアン・ミラなどのサッカーポーランド代表選手を輩出してきた。
クラブの最大の成功は1975-76シーズンのポーランド・カップで準々決勝に進出したことである。

## 歴代所属選手
- 村山拓哉 2012
- 池上宏亮 2012-2013
- 渋澤大介 2012-2013
- 西翼 2013
- 小澤竜己 2013-2015
- 新村純平 2013-2018
- 上野中也 2021-2022